# Барталуш-Разеши (Васлуј)
Барталуш-Разеши (рум. Bărtăluș-Răzeși) насеље је у Румунији у округу Васлуј у општини Пујешти. Oпштина се налази на надморској висини од 350 m.

## Становништво
Према подацима из 2002. године у насељу је живело 115 становника, од којих су сви румунске националности.